# Nicki Hunter
Nicki Hunter (født 19. december 1979 i Lake Worth, Florida), er en amerikansk pornoskuespiller og instruktør. Hun startede sin karriere i 2003.

## Priser
- 2005 – AVN Award nomineret – Bedste nye stjerne
- 2006 – AVN Award nomineret – Årets bedste skuespiller
- 2006 – XRCO Award – Årets bedste skuespiller